# La Unión (Quintana Roo)
La Unión es una localidad del estado mexicano de Quintana Roo, perteneciente al municipio de Othón P. Blanco.

## Geografía
La Unión, se encuentra situada en la margen izquierda del Río Hondo, localizándose geográficamente entre los 17º53'50" N y los 88º52'50" W, a unos 13 m s. n. m.
Tiene 1104 habitantes , según el censo de 2010.
La ciudad cuenta con un puerto fronterizo que conecta con su vecina Blue Creek, Belice. Existe un proyecto de puente internacional, que una a ambas localidades.